# 鈴木棟一
鈴木 棟一（すずき とういち、1939年 - 2022年8月11日）は、日本の政治評論家。

## プロフィール
東京都出身。早稲田大学政経学部卒業後に毎日新聞社に入社。同社の編集委員などの要職を歴任したのち、退社して政治評論家になる。
特に自由民主党の内部事情に詳しい。週刊ダイヤモンドや夕刊フジなどに連載を持ち、著書が多い。公益財団法人日本国際フォーラム政策委員。

## 主な著書
- 『永田町大乱―政権の簒奪』（1997年、講談社）ISBN 978-4062070959
- 『永田町の暗闘　小泉は日本を変えられるか』（2001年、ダイヤモンド社）ISBN 978-4478180303
- 『日本を裏切った政治家たち―永田町の暗闘』（2003年、ダイヤモンド社）ISBN 978-4478180372